# Bélâbre
Bélâbre är en kommun i departementet Indre i regionen Centre-Val de Loire i de centrala delarna av Frankrike. Kommunen ligger i kantonen Bélâbre som tillhör arrondissementet Le Blanc. År 2022 hade Bélâbre 926 invånare.

## Befolkningsutveckling
Antalet invånare i kommunen Bélâbre
Referens:INSEE